# Viking (autovehicul)

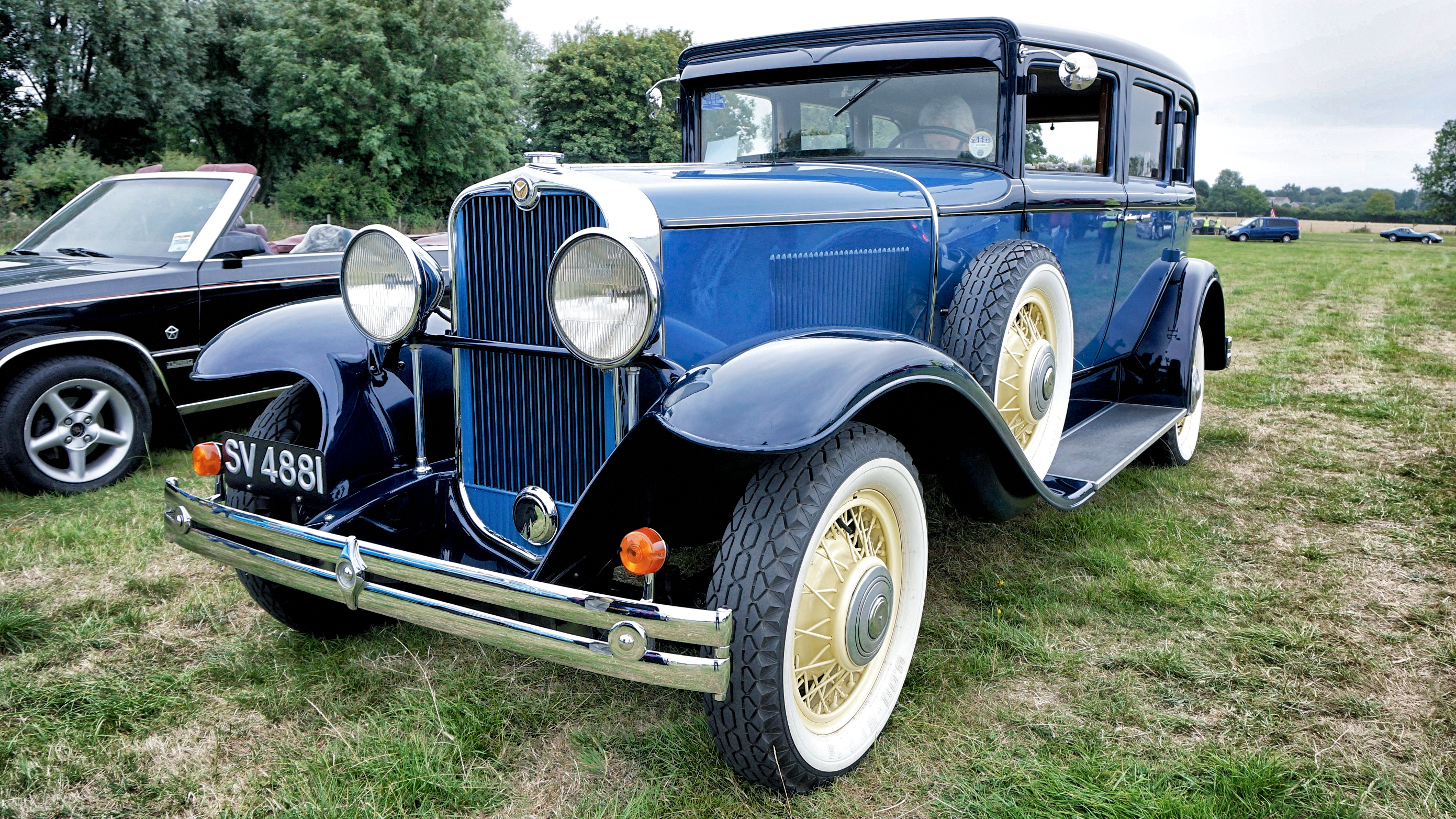

Viking este un autovehicul construit de Odsmobile General Motors din 1929 până în anul 1931 pe platforma GM B.